# قرار مشترك
في كونغرس الولايات المتحدة، القرار المشترك هو إجراء تشريعي يتطلب تمريره من قبل مجلس الشيوخ ومجلس النواب ويُقدَّم إلى الرئيس للموافقة أو عدم الموافقة عليه. بشكل عام، لا يوجد فرق قانوني بين القرار المشترك ومشروع القانون. يجب أن يتم تمرير كليهما، بنفس الشكل تمامًا، من قبل مجلسي الكونغرس، وتوقيعهما من قبل الرئيس (أو، إعادة تمريره في تجاوز الفيتو الرئاسي؛ أو، عدم التوقيع لمدة عشرة أيام أثناء انعقاد جلسة الكونغرس) ليصبح قانون. يمكن استخدام القرارات المشتركة فقط لاقتراح تعديلات على دستور الولايات المتحدة ولا تتطلب موافقة الرئيس.  لا يتم تمييز القوانين التي يتم سنها من خلال قرارات مشتركة عن القوانين التي يتم سنها من خلال مشاريع القوانين، باستثناء أنها تم تصنيفها كقرارات على عكس قوانين الكونغرس (انظر على سبيل المثال قرار صلاحيات الحرب).
في حين أنه يمكن استخدام مشروع قانون أو قرار مشترك لإنشاء قانون، فإن كلاهما لهما أغراض مختلفة بشكل عام. تُستخدم مشاريع القانون عمومًا لإضافة أو إلغاء أو تعديل القوانين المقننة في قانون الولايات المتحدة أو الأنظمة الأساسية عمومًا، وتقديم تصاريح السياسة والبرنامج. يتم إقرار الاعتمادات السنوية العادية من خلال مشاريع القوانين. على العكس من ذلك، فإن القرارات المشتركة بشكل عام هي وسائل لأغراض مثل ما يلي: 
- الإذن بالاعتمادات الصغيرة
- بالنسبة للقرارات المستمرة، التي تمدد مستويات الاعتمادات المعتمدة في سنة مالية سابقة، عندما يكون قانون أو أكثر من قانون الاعتمادات السنوية قد تأخر مؤقتًا ليصبح قانونًا في الوقت المناسب
- إنشاء لجان مؤقتة أو هيئات أخرى مخصصة (على سبيل المثال، لجنة 11 سبتمبر)
- إنشاء استثناءات مؤقتة للقانون الحالي، مثل القرارات المشتركة التي تنص على يوم آخر بخلاف 6 يناير لعد الأصوات الانتخابية أو توفير إصلاح لساكسبي يقلل من رواتب المكتب بحيث يمكن لعضو في الكونجرس تجنب بند عدم الأهلية
- إعلان الحرب
- إنهاء إعلانات الطوارئ الوطنية [3]
- تعديل دستور الولايات المتحدة
- ضم الدول القومية ذات السيادة